# Polskie słowniki

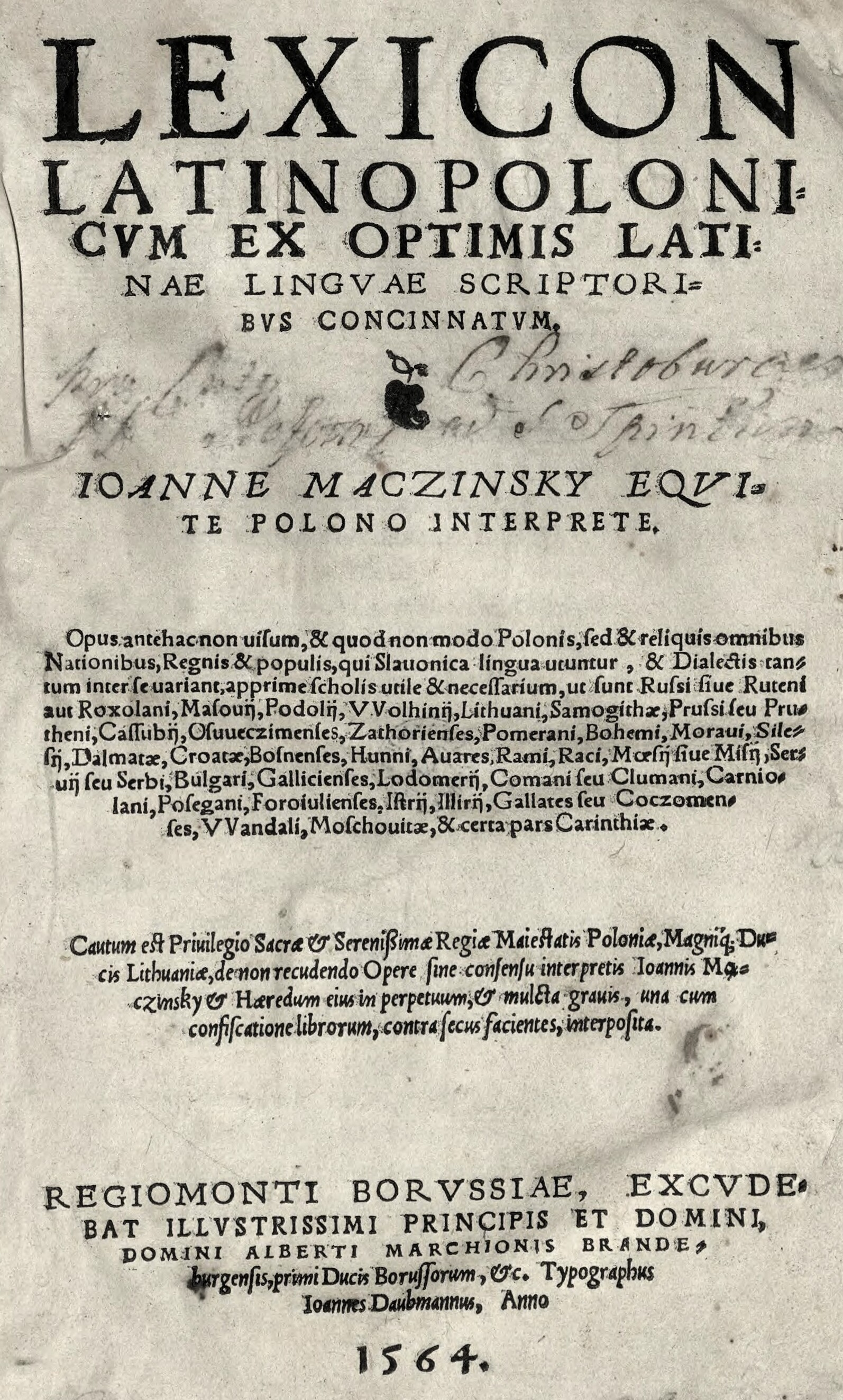
Jeden z pierwszych drukowanych słowników łacińsko-polskich Jana Mączyńskiego wydany w 1564 w Królewcu.

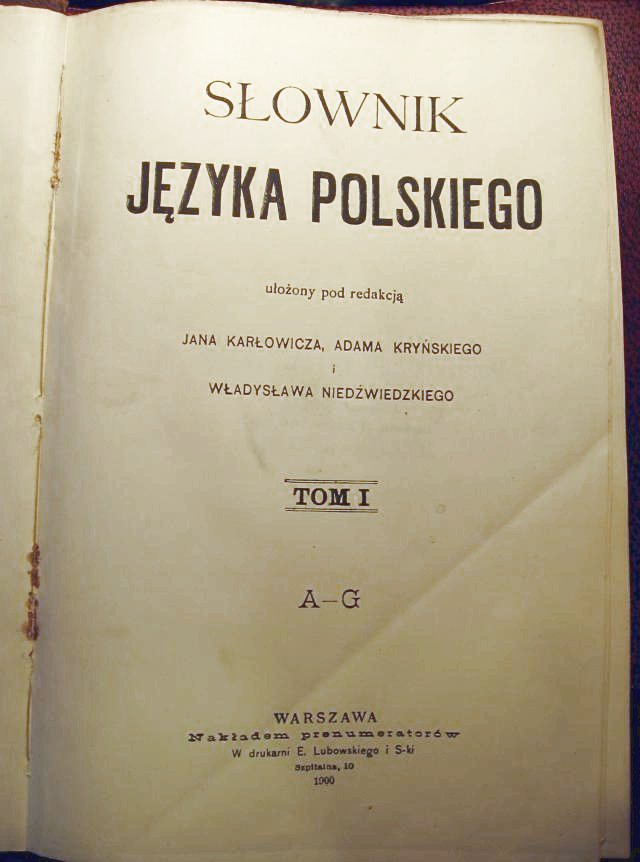
Strona tytułowa I tomu Słownika języka polskiego Jana Karłowicza, Adama Kryńskiego i Władysława Niedźwiedzkiego”, wyd. w Warszawie w 1900 r.

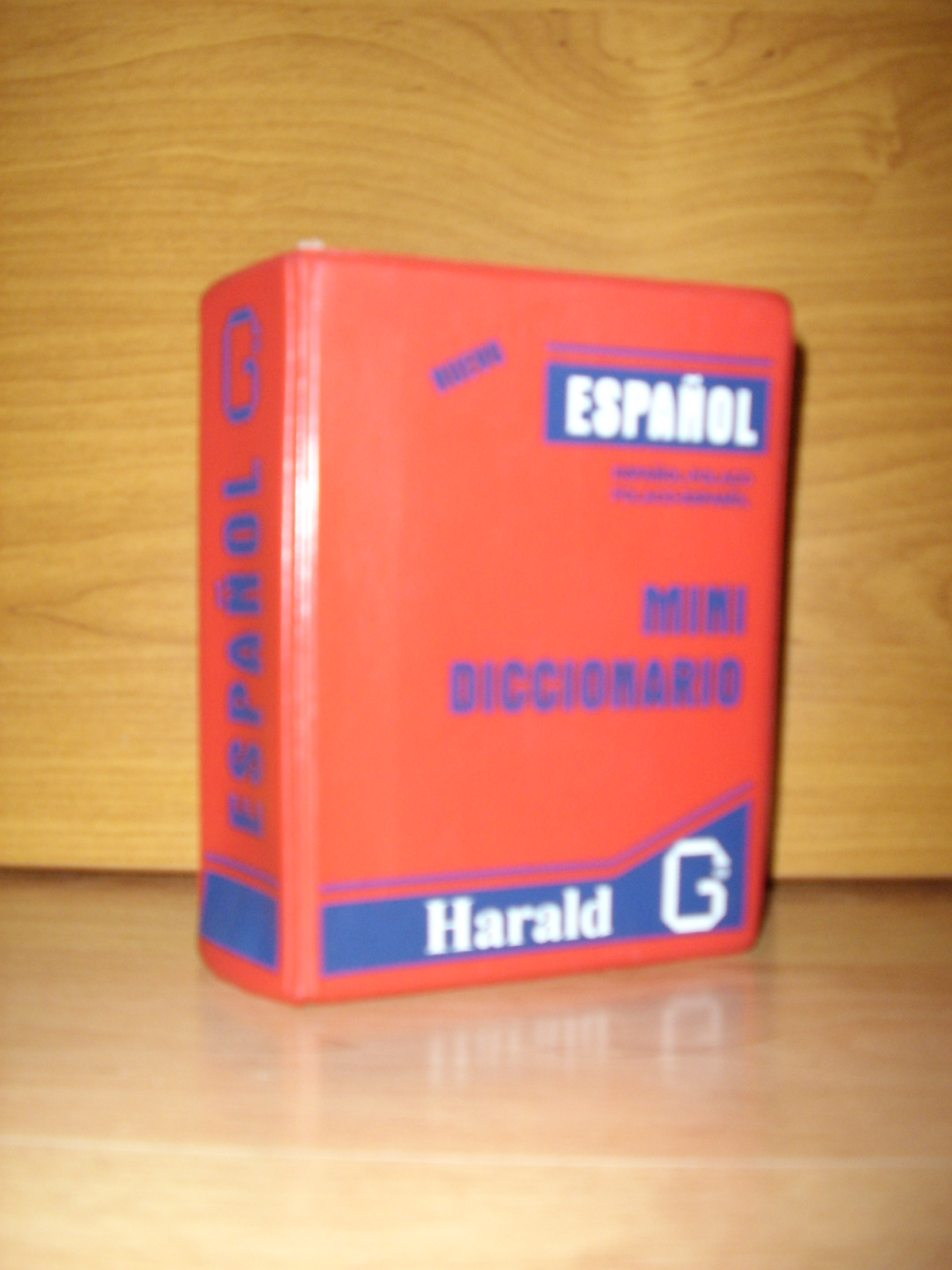
Słownik polsko-hiszpański i hiszpańsko-polski „Harald”

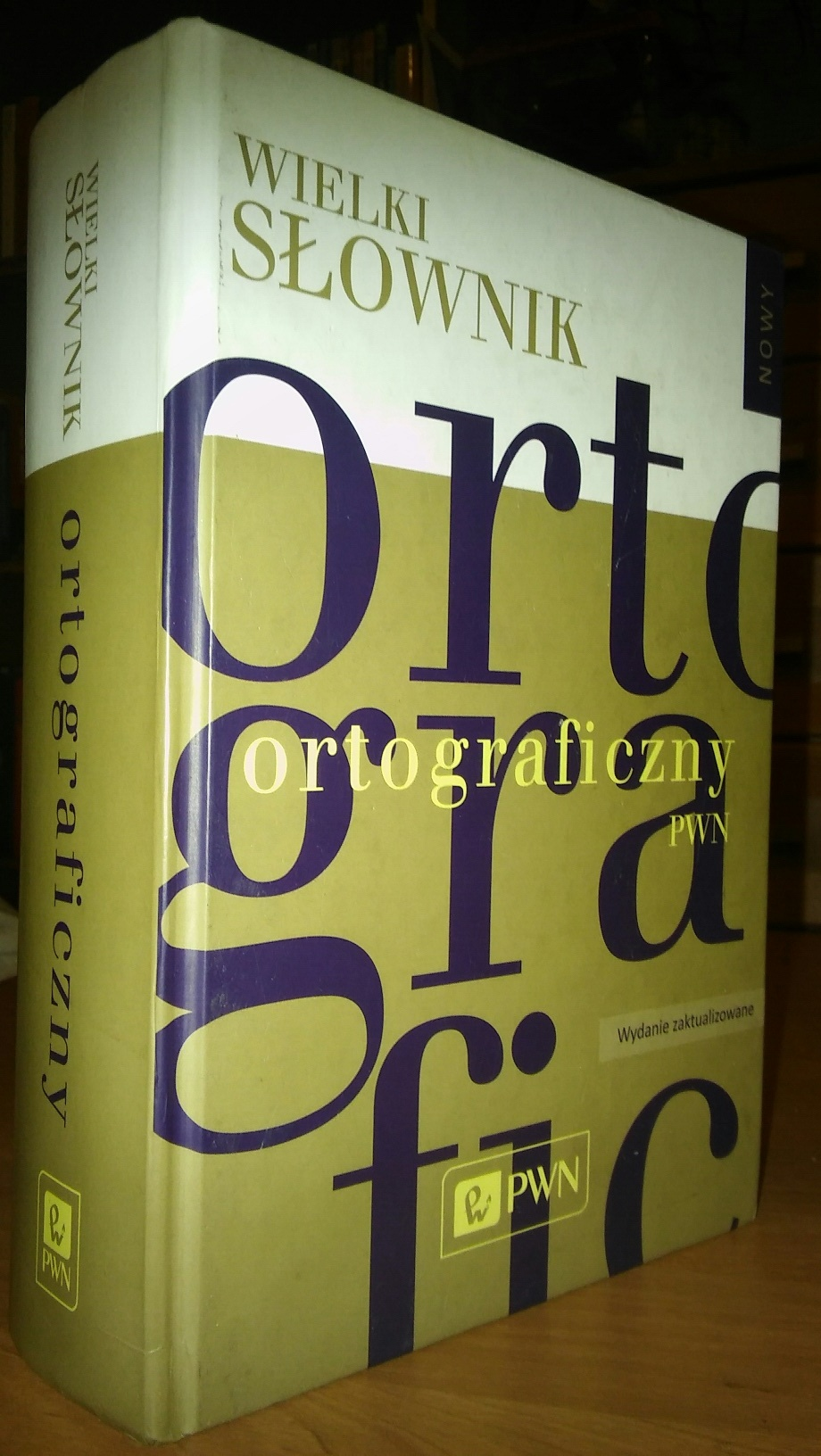
Wielki słownik ortograficzny PWN, wyd. 2016

Polskie słowniki – wszystkie rodzaje słowników i leksykonów: językowych, biograficznych, geograficznych, technicznych itp., które zostały spisane w języku polskim w formie rękopiśmiennej lub wydane w formie książkowej. Dyscypliną zajmującą się teorią i praktyką tworzenia słowników jest leksykografia.

## Rodzaje słowników
Wydawano i wydaje się również słowniki badające wyrazy dawnych czasów (np. Słownik staropolski obejmujący wyrazy zapisane przed rokiem 1500), gwarowe (Słownik gwar polskich), grup zawodowych, morskie, poprawnej polszczyzny i. in.
Współcześnie dużą popularnością cieszą się słowniki multimedialne oraz internetowe. Istnieją również słowniki poświęcone słownikom, m.in. zbiorczym słownikiem o słownikach jest wydany w 1967 roku Index Lexicorum Poloniae: bibliografia słowników polskich .

## Słowniki językowe
Słowniki językowe były pierwszym rodzajem słowników, jakie pojawiły się w Polsce. Spisywano je już w końcu średniowiecza, a ich genezę odnaleźć można w pracy skrybów, którzy przepisując łacińskie teksty w skryptoriach, dopisywali przy niektórych wyrazach polskie znaczenia. Pierwszym zachowanym zbiorem słów polskich był Wokabularz trydencki – powstał ok. roku 1424 (wł.) Il piú antico dizionario latino-polacco) i sporządzony został w skryptorium Aleksandra syna księcia mazowieckiego Ziemowita IV. Zawiera ok. 500 wyrazów łacińskich, przy których odnotowano polskie odpowiedniki.
Zachowały się także inne XV-wieczne rękopiśmienne słowniki tego typu, jak Słownik łacińsko-polski (1437) czy Słownik łacińsko-polski Piotra z Uścia z 1450. Zachowały się również słowniki dla początkujących, tzw. mamotrepty, podające polskie odpowiedniki wybranych łacińskich wyrazów, ułatwiające czytanie i rozumienie Pisma Św.
- Wokabularz trydencki, rękopiśmienny, ok. 500 słów, najstarszy zachowany słownik łacińsko-polski z ok. (1424),
- Słownik łacińsko-polski, anonimowy, rękopiśmienny, (1437)[5],
- Słownik łacińsko-polski Piotra z Uścia, rękopiśmienny słownik łacińsko-polski opracowany przez Piotra z Uścia (1450),
- Słownik łacińsko-niemiecko-polski Franciszka Mymera, pierwszy drukowany, trójjęzyczny słownik łacińsko-polsko-niemiecki, Franciszek Mymer, Kraków, dwie edycje (1528) i (1548)[5],
- Słownik łacińsko-polski Bartłomieja z Bydgoszczy, rękopiśmienny słownik Bartłomieja z Bydgoszczy, pierwszy słownik zawierał ok. 4300 wyrazów polskich (1532),druga wersja ok. 10 tys. słów polskich (1544),
- Lexicon latino-polonicum, 20 tys. haseł polskich, Jan Mączyński, Królewiec, (1564),
- Słownik łacińsko-grecko-polski, ponad 12 tys. haseł polskich, Ambroży Calepin, Bazylea, (1574),
- Słownik łacińsko-polsko-niemiecki, Mikołaj Volckmar, Gdańsk, (1596),
- Thesaurus polono-latino-graecus, trójjęzyczny polsko-łacińsko-grecki, ok. 50 tys. haseł, Grzegorz Knapiusz, Kraków, dwa wydania (1621) i (1632),
- Dasypodius catholicus, łacińsko-niemiecko-polski, Gdańsk, (1642),
- Nowy wielki dykcyjonarz J Mci X. Daneta opata, francuski, łaciński i polski, Piotr Danet, tłum. oraz dodanie polskich haseł Franciszek Kola, słownik francusko-łacińsko-polski z ok. 50 tys. haseł, dwa tomy, Warszawa, (1743) i (1745),
- Nowy słownik kieszonkowy niemiecko-polsko-francuzki, dwa tomy, Jerzy Samuel Bandtkie, druk u Wilhelma Bogumiła Korna, Wrocław, (1839),
- Słownik języka polskiego, dwa tomy, Aleksander Zdanowicz, Maurycy Orgelbrand, Wilno, (1861),
- Słownik skrótów, Józef Paruch, Wiedza Powszechna, (1970),
- Inny słownik języka polskiego, Wydawnictwo Naukowe PWN, Warszawa (2000).
- Słownik rodzajów i gatunków literackich, Grzegorz Gazda, Słowinia Tynecka-Makowska, Universitas, (2006),
- Słownik polszczyzny potocznej, Maciej Czeszewski, Wydawn. Naukowe PWN, (2008).

### Etymologia
- Słownik etymologiczny je̜zyka Drzewian połabskich, Tadeusz Lehr-Spławiński, Kazimierz Polański, Zakład Narodowy im. Ossolińskich, Warszawa, (1971–1993).
- Słownik nazw terenowych północno-wschodniej Polski, dwa tomy, Nina Barszczewska, Wydawnictwa Uniwersytetu Warszawskiego, (1992).

### Internetowe
- Słownik języka polskiego PWN.
- Słownik slangu miejski.pl.

## Słowniki przyrodnicze
Pierwszy obszerny słownik przyrodniczy w języku polskim, który katalogował nazwy roślin, zwierząt oraz minerałów, ukończył w 1472 roku polski lekarz oraz przyrodnik Jan Stanko. W swoim dziele Antibolomenum zawarł 20 000 terminów łacińskich opatrzonych przez 2000 odpowiedników polskich oraz 800 niemieckich.
- Antibolomenum, Jan Stanko, łacińsko-polsko-niemiecki słownik z 20 000 terminów z 2000 odpowiedników polskich, Wrocław, 1472.
- Mały słownik biologiczny, Anna Halicz, Benedykt Halicz, Warszawa, (1961).
- Słownik słów kluczowych z botaniki, Polska Akademia Nauk, Ośrodek Informacji Naukowej w Warszawie, (1990),
- Szkolny słownik biologiczny, t. 1-12, Leszek Trząski, Videograf II, (1999).

## Słowniki biograficzne
Grupują one życiorysy znanych, zasłużonych osób mających osiągnięcia na danym polu. Do pierwszych słowników biograficznych zaliczyć można herbarze opisujące rody szlacheckie oraz ich przedstawicieli. Katalog Biblioteki Narodowej liczy 3525 słowników biograficznych.
- Polski Słownik Biograficzny, Polska Akademia Nauk, Instytut Historii PAN w Krakowie, Warszawa, (1935) – grupuje życiorysy do 1935 roku, liczy 48 tomów (198 zeszytów) oraz około 27 000 haseł. Posiada wersję internetową: Polski Słownik Biograficzny wersja internetowa.
- Słownik biograficzny działaczy polskiego ruchu robotniczego, 3 tomy, Książka i Wiedza, Warszawa, (1967–1992).
- Słownik pracowników książki polskiej, zawiera ok. 3 tys. biogramów: bibliotekarzy, bibliofilów, wydawców, księgarzy, drukarzy, ilustratorów, introligatorów, kolporterów, właścicieli kolekcji, bibliologów oraz bibliotekoznawców, wyd. Państwowe Wydawnictwo Naukowe Łódź, (1972) i 4 suplementy.
- Wielkopolski słownik biograficzny, pod redakcją Antoniego Gąsiorowskiego oraz Jerzego Topolskiego, wydany przez Państwowe Wydawnictwo Naukowe w (1981).
- Słownik pisarzy antycznych, słownik pisarzy starożytnych wyd. Wiedza Powszechna, (1982).
- Słownik historyków polskich, zawierający biogramy nieżyjących polskich historyków od Galla Anonima do 1993 roku, Wiedza Powszechna, Warszawa, (1994).
- Słownik biograficzny ziemi cieszyńskiej, czterotomowy słownik autorstwa Józefa Golca i Stefanii Bojdy wyd. w latach (1993–1998).
- Słownik artystów na Śląsku Cieszyńskim.
- Słownik biograficzny historyków łódzkich, Łódź, (2000).
- Słownik biograficzny matematyków polskich, Stanisław Domoradzki, Państwowa Wyższa Szkoła Zawodowa, (2003).

### Internetowe
- Internetowy Polski Słownik Biograficzny.

## Geografia
- Słownik geograficzny Królestwa Polskiego wydany w latach 1880–1902 w Warszawie.
- Encyklopedyczny słownik regionu częstochowskiego, t. 1-2, Bogdan Snoch, Stanisław Podobiński, Wyższa Szkoła Pedagogiczna w Częstochowie, (2000).

## Historia
- Słownik mitologiczny: z przyłączeniem obrazo-pismu (Iconologia), Aloizy Osiński, (1806),
- Słownik staropolski, red. Stanisław Urbańczyk, 11 tomów, IJP PAN, Kraków, (1953–2002),
- Słownik polszczyzny XVI wieku, red. Maria Renata Mayenowa, Instytut Badań Literackich (Polska Akademia Nauk), Zakł. Narodowy im. Ossolińskich,
- Słownik starożytności słowiańskich, dotyczący dziejów Słowiańszczyzny do końca XII wieku opracowywany od dwudziestolecia międzywojennego do 1996 roku, 8 tomów, wydany w latach 1961-1996.
- Słownik prasłowiański, 8 tomów, Franciszek Sławski, Zakład Narodowy im. Ossolińskich. Wydawnictwo Polskiej akademii nauk, (1974–2001),
- Słownik encyklopedyczny: historia, Marek Czapliński, Europa, (1998),

## Matematyka
- Angielsko-polski słownik matematyczny, Hanna Jezierska, Wydawn. Naukowo-Techniczne, (2003).

## Nauka
- Słownik polskich towarzystw naukowych, t. 1-3, Leon Łoś, Biblioteka Polskiej Akademii Nauk w Warszawie, Zakład Narodowy im. Ossolińskich, (1978).

## Technika
- Słownik techniczny, Karol Stadtmüller, dwa tomy, Lech Dolniak, (1936),
- Lexique technique français-polonais, Jan Szarski, Leon Górecki, Wydawnictwa Naukowo-Techniczne, (1964),
- Słownik fizyki i techniki jądrowej angielsko-niemiecko-rosyjsko-francuski: Część polska, Waldemar Choiński, Ralf Sube, Wydawnictwa Naukowo-Techniczne, (1965),
- Encyklopedyczny słownik techniczny, pod red. Sergiusza Czerni, Wydawnictwa Naukowo-Techniczne, (1968),
- Mały słownik cybernetyczny, Maria Kempisty, Wiedza Powszechna, (1973),
- Automatyzacja: słownik techniczny : Angielsko-niemiecko-francusko-rosyjsko-hiszpańsko-polsko-węgiersko-słowacki, 1023 s., ok. 13 000 pojęć, Jiří Sýkora, VEB Verlag Technik, (1975),
- Wielki słownik techniczny polsko-rosyjski: A-Ó. P-Ż, 2 tomy, Leonid Andrejev, opracowanie polskie Maria Martin, Janina Januszkiewicz, Mieczysław Boratyn, Wydawnictwa Naukowo-Techniczne, (1984),
- Mały słownik techniczny angielsko-polski, Sergiusz Czerni, Wydawn. Naukowo-Techniczne, (1985),
- Naukowo-techniczny słownik frazeologiczny angielsko-polski, polsko-angielski, Piotr Domański, Wydawnictwa Szkolne i Pedagogiczne, (1992).

## Chemia
- Słownik wyrazow chemicznych, Ignacy Fonberg, nakładem Fr. Moritza, (1825).

## Medycyna
- Polski słownik medyczny, s. 1432, Dymitr Aleksandrow, Tadeusz Rożniatowski, Państwowy Zakład Wydawn. Lekarskich, (1981).

## Sztuka
- Słownik malarzów polskich tudziež obcych w polsce osiadłych lub czasowo w niej przebywających, Edward Rastawiecki, Selbstverl., (1850),
- Słownik jezuitów artystów, Jan Poplatek, Jerzy Paszenda, Wydawn. Apostolstwa Modlitwy, (1972),
- Mały słownik ikon maryjnych, Aneta Prasał, Ośrodek Dokumentacji Zabytków, (1996).
- Słownik artystów polskich i obcych w Polsce działających, Jolanta Maurin Białostocka, Instytut Sztuki (Polska Akademia Nauk), Zakład Narodowy im. Ossolińskich, Wrocław, (2007).

## Prawo
- Słownik prawniczy polsko-angielski, Instytut Państwa i Prawa (Polska Akademia Nauk), Zakład Narodowy im. Ossolińskich, (1986).

## Muzyka
- Słownik muzyków polskich, Józef M. Chomiński, Instytut Sztuki (Polska Akademia Nauk), Polskie Wydawn. Muzyczne, (1964).